# Угорська сільська рада
Уго́рська сільська́ ра́да — адміністративно-територіальна одиниця та орган місцевого самоврядування в Шумському районі Тернопільської області. Адміністративний центр — село Угорськ.

## Загальні відомості
- Територія ради: 22,738 км²
- Населення ради: 677 осіб (станом на 2001 рік)

## Населені пункти
Сільській раді підпорядковані населені пункти:
- с. Угорськ

## Склад ради
Рада складається з 12 депутатів та голови.
- Голова ради: Тимощук Володимир Іванович
- Секретар ради: Дмитрук Надія Петрівна

### Керівний склад попередніх скликань
| Прізвище, ім'я, по батькові | Основні відомості                                                             | Дата обрання | Дата звільнення |
| --------------------------- | ----------------------------------------------------------------------------- | ------------ | --------------- |
| Боярчук Іван Тихонович      | Сільський голова, 1947 року народження, безпартійний                          | 26.03.2006   | 01.02.2008      |
| Івасюк Олег Ігорович        | Сільський голова, 1955 року народження, безпартійний                          | 01.06.2008   | 31.10.2010      |
| Іщук Людмила Миколаївна     | Сільський голова, 1977 року народження, освіта вища, позапартійна             | 31.10.2010   | 05.11.2013      |
| Тимощук Володимир Іванович  | Сільський голова, 1961 року народження, освіта середня загальна, безпартійний | 25.05.2014   |                 |

Примітка: таблиця складена за даними сайту Верховної Ради України

### Депутати
За результатами місцевих виборів 2010 року депутатами ради стали:

#### За суб'єктами висування
| Суб'єкт висування                                   | Кількість обраних депутатів | %    |
| --------------------------------------------------- | --------------------------- | ---- |
| Самовисування                                       | 10                          | 83,3 |
| Громадянська партія «Пора»                          | 1                           | 8,3  |
| Політична партія Всеукраїнське об'єднання «Свобода» | 1                           | 8,3  |

#### За округами
| № округу                                            | Прізвище, ім'я, по батькові    | Дата визнання обраним | Освіта  | Партійна приналежність                    | Відомості про обраного депутата                           |
| --------------------------------------------------- | ------------------------------ | --------------------- | ------- | ----------------------------------------- | --------------------------------------------------------- |
| Громадянська партія «ПОРА»                          |                                |                       |         |                                           |                                                           |
| 6                                                   | Ямпольський Роман Валентинович | 05.11.2010            | вища    | член Громадянської партії «ПОРА»          | тимчасово не працює                                       |
| Політична партія Всеукраїнське об'єднання «Свобода» |                                |                       |         |                                           |                                                           |
| 4                                                   | Казмірук Віктор Андрійович     | 05.11.2010            | середня | член Всеукраїнського об'єднання «Свобода» | ФГ «Довжок», тракторист                                   |
| Самовисування                                       |                                |                       |         |                                           |                                                           |
| 1                                                   | Білорусевич Богдан Борисович   | 05.11.2010            | середня | позапартійний                             | приватний підприємець                                     |
| 2                                                   | Дворнік Володимир Васильович   | 05.11.2010            | середня | позапартійний                             | тимчасово не працює                                       |
| 3                                                   | Боярчук Оксана Володимирівна   | 05.11.2010            | середня | позапартійна                              | Угорський фельдшерсько-акушерський пункт, завідувачка ФАП |
| 5                                                   | Івасюк Ігор Олегович           | 05.11.2010            | вища    | позапартійний                             | ПП «Надія Кремінь», офіціант                              |
| 7                                                   | Сливюк Володимир Васильович    | 05.11.2010            | середня | позапартійний                             | тимчасово не працює                                       |
| 8                                                   | Дмитрук Надія Петрівна         | 05.11.2010            | вища    | позапартійна                              | Угорська Сільська рада, секретар                          |
| 9                                                   | Чорнобай Ігор Іонович          | 05.11.2010            | середня | член Народної партії                      | приватний підприємець                                     |
| 10                                                  | Саврук Надія Ростиславівна     | 05.11.2010            | середня | позапартійна                              | тимчасово не працює                                       |
| 11                                                  | Сливюк Надія Павлівна          | 05.11.2010            | середня | позапартійна                              | тимчасово не працює                                       |
| 12                                                  | Присяжнюк Юрій Володимирович   | 05.11.2010            | середня | позапартійний                             | тимчасово не працює                                       |